# Etiopien i olympiska sommarspelen 2016
Etiopien deltog med 38 deltagare vid de olympiska sommarspelen 2016 i Rio de Janeiro. Totalt tog Etiopien sju medaljer varav ett guld.

## Medaljörer
| Medalj | Namn            | Sport     | Gren               | Datum           |
| ------ | --------------- | --------- | ------------------ | --------------- |
| Guld   | Almaz Ayana     | Friidrott | Damernas 10,000 m  | 12 augusti 2016 |
| Silver | Genzebe Dibaba  | Friidrott | Damernas 1500 m    | 16 augusti 2016 |
| Silver | Feyisa Lilesa   | Friidrott | Herrarnas maraton  | 21 augusti 2016 |
| Brons  | Tirunesh Dibaba | Friidrott | Damernas 10,000 m  | 12 augusti 2016 |
| Brons  | Tamirat Tola    | Friidrott | Herrarnas 10,000 m | 13 augusti 2016 |
| Brons  | Mare Dibaba     | Friidrott | Damernas maraton   | 14 augusti 2016 |
| Brons  | Almaz Ayana     | Friidrott | Damernas 5000 m    | 20 augusti 2016 |
| Brons  | Hagos Gebrhiwet | Friidrott | Herrarnas 5000 m   | 20 augusti 2016 |

## Cykling

### Landsväg
| Idrottare    | Gren                | Tid             | Placering       |
| ------------ | ------------------- | --------------- | --------------- |
| Tsgabu Grmay | Herrarnas linjelopp | Fullföljde inte | Fullföljde inte |

## Friidrott
Förkortningar
- Notera– Placeringar avser endast det specifika heatet.
- Q = Tog sig vidare till nästa omgång
- q = Tog sig vidare till nästa omgång som den snabbaste förloraren eller, i fältgrenarna, genom placering utan att nå kvalgränsen
- NR = Nationellt rekord
- N/A = Omgången fanns inte i grenen
- Bye = Idrottaren behövde inte tävla i omgången

Herrar
| Mohammed Aman        | Herrarnas 800 meter          | 1:48,33  | 2 Q  | 1:46,14          | 8                | Gick inte vidare | Gick inte vidare |     |     |
| Mekonnen Gebremedhin | Herrarnas 1 500 meter        | 3:47,33  | 5 Q  | 3:40,69          | 7                | Gick inte vidare | Gick inte vidare |     |     |
| Dawit Wolde          | Herrarnas 1 500 meter        | 3:39,29  | 10 q | 3:41,42          | 10               | Gick inte vidare | Gick inte vidare |     |     |
| Aman Wote            | Herrarnas 1 500 meter        | DNS      | DNS  | Gick inte vidare | Gick inte vidare | Gick inte vidare | Gick inte vidare |     |     |
| Muktar Edris         | Herrarnas 5 000 meter        | 13:19,65 | 2 Q  | i.u.             | i.u.             | DSQ              | DSQ              | DSQ | DSQ |
| Dejen Gebremeskel    | Herrarnas 5 000 meter        | 13:19,67 | 3 Q  | i.u.             | i.u.             | 13:51,91         | 12               |     |     |
| Hagos Gebrhiwet      | Herrarnas 5 000 meter        | 13:24,65 | 1 Q  | i.u.             | i.u.             | 13:04,35         | 3                |     |     |
| Yigrem Demelash      | Herrarnas 10 000 meter       | i.u.     | i.u. | i.u.             | i.u.             | 27:06,27         | 4                |     |     |
| Abadi Hadis          | Herrarnas 10 000 meter       | i.u.     | i.u. | i.u.             | i.u.             | 27:26,34         | 15               |     |     |
| Tamirat Tola         | Herrarnas 10 000 meter       | i.u.     | i.u. | i.u.             | i.u.             | 27:06,26         | 3                |     |     |
| Hailemariyam Amare   | Herrarnas 3 000 meter hinder | 8:35,01  | 8    | i.u.             | i.u.             | Gick inte vidare | Gick inte vidare |     |     |
| Chala Beyo           | Herrarnas 3 000 meter hinder | 8:32,06  | 7    | i.u.             | i.u.             | Gick inte vidare | Gick inte vidare |     |     |
| Tafese Seboka        | Herrarnas 3 000 meter hinder | DSQ      | DSQ  | i.u.             | i.u.             | Gick inte vidare | Gick inte vidare |     |     |
| Tesfaye Abera        | Herrarnas maraton            | i.u.     | i.u. | i.u.             | i.u.             | DNF              | DNF              |     |     |
| Lemi Berhanu         | Herrarnas maraton            | i.u.     | i.u. | i.u.             | i.u.             | 2:13:29          | 13               |     |     |
| Feyisa Lelisa        | Herrarnas maraton            | i.u.     | i.u. | i.u.             | i.u.             | 2:09:54          | 2                |     |     |

Damer
| Idrottare         | Gren                        | Heat     | Heat      | Semifinal        | Semifinal        | Final            | Final            |                  |                  |
| Idrottare         | Gren                        | Resultat | Placering | Resultat         | Placering        | Resultat         | Placering        |                  |                  |
| ----------------- | --------------------------- | -------- | --------- | ---------------- | ---------------- | ---------------- | ---------------- | ---------------- | ---------------- |
| Habitam Alemu     | Damernas 800 meter          | 1:58,99  | 3 q       | 2:00,07          | 6                | Gick inte vidare | Gick inte vidare |                  |                  |
| Tigist Assefa     | Damernas 800 meter          | 2:00,21  | 5         | Gick inte vidare | Gick inte vidare | Gick inte vidare | Gick inte vidare |                  |                  |
| Gudaf Tsegay      | Damernas 800 meter          | 2:00,13  | 4         | Gick inte vidare | Gick inte vidare | Gick inte vidare | Gick inte vidare |                  |                  |
| Genzebe Dibaba    | Damernas 1 500 meter        | 4:10,61  | 1 Q       | 4:03,06          | 1 Q              | 4:10,27          | 2                |                  |                  |
| Besu Sado         | Damernas 1 500 meter        | 4:08,11  | 6 Q       | 4:05,19          | 4 Q              | 4:13,58          | 9                |                  |                  |
| Dawit Seyaum      | Damernas 1 500 meter        | 4:05,33  | 1 Q       | 4:04,23          | 2 Q              | 4:13,14          | 8                |                  |                  |
| Almaz Ayana       | Damernas 5 000 meter        | 15:04,35 | 1 Q       | i.u.             | i.u.             | 14:33,59         | 3                |                  |                  |
| Senbere Teferi    | Damernas 5 000 meter        | 15:17,43 | 2 Q       | i.u.             | i.u.             | 14:43,75         | 5                |                  |                  |
| Ababel Yeshaneh   | Damernas 5 000 meter        | 15:24,38 | 8 q       | i.u.             | i.u.             | 15:18,26         | 14               |                  |                  |
| Almaz Ayana       | Damernas 10 000 meter       | i.u.     | i.u.      | i.u.             | i.u.             | 29:17,45 0VR0    | 1                |                  |                  |
| Gelete Burka      | Damernas 10 000 meter       | i.u.     | i.u.      | i.u.             | i.u.             | 30:26,66         | 8                |                  |                  |
| Tirunesh Dibaba   | Damernas 10 000 meter       | i.u.     | i.u.      | i.u.             | i.u.             | 29:42,56         | 3                |                  |                  |
| Sofia Assefa      | Damernas 3 000 meter hinder | 9:18,75  | 2 Q       | i.u.             | i.u.             | 9:17,15          | 5                |                  |                  |
| Hiwot Ayalew      | Damernas 3 000 meter hinder | 9:35,09  | 7         | i.u.             | i.u.             | Gick inte vidare | Gick inte vidare | Gick inte vidare | Gick inte vidare |
| Etenesh Diro      | Damernas 3 000 meter hinder | 9:34,70  | 7 q       | i.u.             | i.u.             | 9:38,77          | 15               |                  |                  |
| Mare Dibaba       | Damernas maraton            | i.u.     | i.u.      | i.u.             | i.u.             | 2:24:30          | 3                |                  |                  |
| Tirfi Tsegaye     | Damernas maraton            | i.u.     | i.u.      | i.u.             | i.u.             | 2:24:47          | 4                |                  |                  |
| Tigist Tufa       | Damernas maraton            | i.u.     | i.u.      | i.u.             | i.u.             | DNF              | DNF              |                  |                  |
| Yehualeye Beletew | Damernas 20 km gång         | i.u.     | i.u.      | i.u.             | i.u.             | DSQ              | DSQ              |                  |                  |
| Askale Tiksa      | Damernas 20 km gång         | i.u.     | i.u.      | i.u.             | i.u.             | 1:44:15          | 61               |                  |                  |

## Simning
| Idrottare           | Gren                   | Heat    | Heat      | Semifinal        | Semifinal        | Final            | Final            |
| Idrottare           | Gren                   | Tid     | Placering | Tid              | Placering        | Tid              | Placering        |
| ------------------- | ---------------------- | ------- | --------- | ---------------- | ---------------- | ---------------- | ---------------- |
| Robel Kiros Habte   | Herrarnas 100 m frisim | 1.04,95 | 59        | Gick inte vidare | Gick inte vidare | Gick inte vidare | Gick inte vidare |
| Rahel Gebresilassie | Damernas 50 m frisim   | 32,51   | 75        | Gick inte vidare | Gick inte vidare | Gick inte vidare | Gick inte vidare |